# 横山水库 (宜兴)
横山水库是中国江苏省无锡市宜兴市境内的一座水库，位于屋溪河上，建于1969年。水库正常库容为0万立方米，集雨面积为154.8平方千米，海拔为33米。